# Krasňany
Krasňany (in ungherese Karasznyán) è un comune della Slovacchia facente parte del distretto di Žilina, nella regione omonima.